# 凯文·比尔兹利
凯文·比尔兹利（英語：Kevin Beardsley，？—），新西兰男子田径运动员，主攻短跑。他曾代表新西兰参加1950年大英帝国运动会田径比赛，获得男子4×110码接力铜牌。